# West Indies Cricket Team in Sri Lanka in der Saison 1993/94
Die Tour des West Indies Cricket Teams nach Sri Lanka in der Saison 1993/94 fand vom 1. bis zum 13. Dezember 1993 statt. Die internationale Cricket-Tour war Bestandteil der Internationalen Cricket-Saison 1993/94 und umfasste ein Test und drei ODIs. Die Test-Serie 0–0 endete und die ODI-Serie 1–1 unentschieden.

## Vorgeschichte
Beide Mannschaften spielten zuvor bei einem Fünf-Nationen-Turnier in Indien.
Es war das erste Aufeinandertreffen der beiden Mannschaften bei einer Tour überhaupt.

## Stadien
Die folgenden Stadien wurden für die Tour als Austragungsort vorgesehen.
| Stadion                                 | Stadt    | Kapazität | Spiele  |
| --------------------------------------- | -------- | --------- | ------- |
| Paikiasothy Saravanamuttu Stadium (PSS) | Colombo  | 15.000    | 1. ODI  |
| R. Premadasa Stadium (RPS)              | Colombo  | 35.000    | 2. ODI  |
| Sinhalese Sports Club Ground (SSC)      | Colombo  | 10.000    | 3. ODI  |
| De Soysa Stadium                        | Moratuwa | 16.000    | 1. Test |

## Kaderlisten
Die folgenden Kader wurden von den Mannschaften benannt.
| Test | Test | ODI | ODI |
| Sri Lanka | West Indies | Sri Lanka | West Indies |
| --- | --- | --- | --- |
| - Don Anurasiri - Pubudu Dassanayake - Sanath Jayasuriya - Ruwan Kalpage - Roshan Mahanama - Muttiah Muralitharan - Arjuna Ranatunga - Dulip Samaraweera - Hashan Tillakaratne - Pramodya Wickramasinghe - Aravinda de Silva | - Curtly Ambrose - Keith Arthurton - Kenny Benjamin - Roger Harper - Desmond Haynes - Carl Hooper - Brian Lara - Junior Murray - Richie Richardson - Phil Simmons - Courtney Walsh | - Don Anurasiri - Sanath Jayasuriya - Ruwan Kalpage - Romesh Kaluwitharana - Dulip Liyanage - Roshan Mahanama - Arjuna Ranatunga - Rumesh Ratnayake - Dulip Samaraweera - Hashan Tillakaratne - Hemantha Wickramaratne - Pramodya Wickramasinghe - Aravinda de Silva | - Jimmy Adams - Curtly Ambrose - Keith Arthurton - Kenny Benjamin - Kenny Benjamin - Anderson Cummins - Roger Harper - Desmond Haynes - Carl Hooper - Brian Lara - Junior Murray - Richie Richardson - Phil Simmons - Courtney Walsh |

## One-Day Internationals

### Erstes ODI in Colombo
| 1. Dezember Scorecard | Colombo (PSS) | West Indies 197-3 (39/39) | – | Sri Lanka 35-1 (12.1/39) |
|                       |               | No Result                 |   |                          |

### Zweites ODI in Colombo
| 16. Dezember Scorecard | Colombo (RPS) | West Indies 229-8 (49/49)       | – | Sri Lanka 230-7 (48.1/49) |
|                        |               | Sri Lanka gewinnt mit 3 Wickets |   |                           |

### Drittes ODI in Colombo
| 18. Dezember Scorecard | Colombo (SSC) | Sri Lanka 103-5 (23/23)           | – | West Indies 107-4 (22.1/23) |
|                        |               | West Indies gewinnt mit 6 Wickets |   |                             |

## Test in Moratuwa
| 8. – 13. Dezember Scorecard | Moratuwa | Sri Lanka 190 (98.2) & 43-2 (22.1) | – | West Indies 204 (78.5) |
|                             |          | Remis                              |   |                        |